# Pilumnus aestuarii
Pilumnus aestuarii is een krabbensoort uit de familie van de Pilumnidae. De wetenschappelijke naam van de soort is voor het eerst geldig gepubliceerd in 1869 door Nardo.